# Kankiongo
Kankiongo est une localité située dans le département de Pibaoré de la province du Sanmatenga dans la région Centre-Nord au Burkina Faso.

## Histoire
Le village de Kankiongo est rattaché administrativement à Vowogdo.

## Économie
L'agro-pastoralisme est l'activité principale de Kankiongo.

## Éducation et santé
Le centre de soins le plus proche de Kankiongo est le centre de santé et de promotion sociale (CSPS) de Vowogdo tandis que le centre hospitalier régional (CHR) se trouve à Kaya.
Le village possède un centre permanent d'apprentissage et de formation (CPAF).